# Saint-André-sur-Vieux-Jonc
Saint-André-sur-Vieux-Jonc è un comune francese di 1 077 abitanti situato nel dipartimento dell'Ain della regione dell'Alvernia-Rodano-Alpi.

## Società

### Evoluzione demografica
Abitanti censiti